# Raon-aux-Bois
Raon-aux-Bois é uma comuna francesa na região administrativa de Grande Leste, no departamento de Vosges. Estende-se por uma área de 24,05 km². Em 2010 a comuna tinha 1 252 habitantes (densidade: 52,1 hab./km²).